# Lista siturilor arheologice din județul Bacău - B
Lista siturilor arheologice din județul Bacău - B conține toate siturile arheologice din județul Bacău înscrise în Repertoriul Arheologic Național (RAN) și aflate în localități al căror nume începe cu litera B. RAN este administrat de Ministerul Culturii și Patrimoniului Național și cuprinde date științifice, cartografice, topografice, imagini și planuri, precum și orice alte informații privitoare la zonele cu potențial arheologic, studiate sau nu, încă existente sau dispărute.
Puteți căuta un sit din localitățile care încep cu litera B folosind formularul de mai jos sau puteți naviga prin toate siturile din județ la Lista siturilor arheologice din județul Bacău.
| Cod RAN                                   | Denumire | Localitate                                        | Adresă         | Datare                                 | Descoperit | Coordonate                                    | Imagine           | Erori            |
| ----------------------------------------- | --- | ------------------------------------------------- | -------------- | -------------------------------------- | ---------- | --------------------------------------------- | ----------------- | ---------------- |
| 23662.01.01 (Cod LMI: BC-I-m-A-00711.03)  | Situl arheologic de la Brad - La Stâncă / ansamblu Zargidava(Zargidava) (Categorie: locuire civilă) (Tip: Cetate)                                             | sat Brad, comuna Negri                            | La stâncă      | dacică sec. IV a.Chr. - sec. II p.Chr. | 1963       | 46°43′31″N 26°57′00″E / 46.72528°N 26.95°E    | Încărcați imagine | Raportați eroare |
| 23662.01.02 (Cod LMI: BC-I-m-A-00711.02)  | Situl arheologic de la Brad - La Stâncă / ansamblu anonim(Zargidava) (Categorie: locuire civilă) (Tip: Necropolă)                                             | sat Brad, comuna Negri                            | La stâncă      | sec. XV-XVIII                          | 1963       | 46°43′31″N 26°57′00″E / 46.72528°N 26.95°E    | Încărcați imagine | Raportați eroare |
| 23662.01.03 (Cod LMI: BC-I-s-A-00711)     | Situl arheologic de la Brad - La Stâncă / ansamblu anonim(Zargidava) (Categorie: locuire civilă) (Tip: Așezare)                                               | sat Brad, comuna Negri                            | La stâncă      | Costișa                                | 1963       | 46°43′31″N 26°57′00″E / 46.72528°N 26.95°E    | Încărcați imagine | Raportați eroare |
| 23662.01.04 (Cod LMI: BC-I-m-A-00711.04)  | Situl arheologic de la Brad - La Stâncă / ansamblu anonim(Zargidava) (Categorie: locuire civilă) (Tip: Așezare fortificată)                                   | sat Brad, comuna Negri                            | La stâncă      |                                        | 1963       | 46°43′31″N 26°57′00″E / 46.72528°N 26.95°E    | Încărcați imagine | Raportați eroare |
| 23662.01.05 (Cod LMI: BC-I-m-A-00711.05)  | Situl arheologic de la Brad - La Stâncă / ansamblu anonim(Zargidava) (Categorie: locuire civilă) (Tip: Așezare fortificată)                                   | sat Brad, comuna Negri                            | La stâncă      | Monteoru - Monteoru Ic3-Ic2            | 1963       | 46°43′31″N 26°57′00″E / 46.72528°N 26.95°E    | Încărcați imagine | Raportați eroare |
| 23662.01.06 (Cod LMI: BC-I-m-A-00711.06)  | Situl arheologic de la Brad - La Stâncă / ansamblu anonim(Zargidava) (Categorie: locuire civilă) (Tip: Așezare fortificată)                                   | sat Brad, comuna Negri                            | La stâncă      | Cucuteni - Cucuteni A-B                | 1963       | 46°43′31″N 26°57′00″E / 46.72528°N 26.95°E    | Încărcați imagine | Raportați eroare |
| 23662.01.07 (Cod LMI: BC-I-m-A-00711.01)  | Situl arheologic de la Brad - La Stâncă / ansamblu anonim(Zargidava) (Categorie: locuire civilă) (Tip: Biserică)                                              | sat Brad, comuna Negri                            | La stâncă      | sec. XV-XVIII                          | 1963       | 46°43′31″N 26°57′00″E / 46.72528°N 26.95°E    | Încărcați imagine | Raportați eroare |
| 23305.02.01 (Cod LMI: BC-I-s-B-00703)     | Așezarea Noua de la Bălăneasa / ansamblu anonim (Categorie: locuire civilă) (Tip: Așezare)                                                                    | sat Bălăneasa, comuna Livezi                      |                | Noua                                   |            |                                               | Încărcați imagine | Raportați eroare |
| 20304.01.01 (Cod LMI: BC-I-m-A-00699.01)  | Ansamblul bisericii "Sf. Nicolae" din Bacău / ansamblu Fundațiile Bisericii vechi "Sf. Nicolae" (Categorie: structură de cult/religioasă) (Tip: Biserică)     | municipiul Bacău                                  | Bd. Unirii 2-4 | sf. sec. XV-mijl. sec. XIX             |            | 46°34′09″N 26°54′44″E / 46.56917°N 26.91222°E | Încărcați imagine | Raportați eroare |
| 20304.01.02 (Cod LMI: BC-I-m-A-00699.02)  | Ansamblul bisericii "Sf. Nicolae" din Bacău / ansamblu anonim (Categorie: structură de cult/religioasă) (Tip: Necropolă)                                      | municipiul Bacău                                  | Bd. Unirii 2-4 | sec. XV - XVI                          |            | 46°34′09″N 26°54′44″E / 46.56917°N 26.91222°E | Încărcați imagine | Raportați eroare |
| 23886.01.01 (Cod LMI: BC-I-s-B-00704)     | Așezarea Monteoru de la Bărboasa - "Podul Morii" / ansamblu anonim (Categorie: locuire civilă) (Tip: Așezare)                                                 | sat Bărboasa, comuna Oncești                      | Podul Morii    | Monteoru                               |            |                                               | Încărcați imagine | Raportați eroare |
| 23886.02.01 (Cod LMI: BC-I-m-B-00705.03)  | Situl arheologic de la Bărboasa - "Dealul Morii" / ansamblu anonim (Categorie: locuire civilă) (Tip: Așezare)                                                 | sat Bărboasa, comuna Oncești                      | Dealul Morii   | Monteoru                               |            |                                               | Încărcați imagine | Raportați eroare |
| 23886.02.02 (Cod LMI: BC-I-m-B-00705.02)  | Situl arheologic de la Bărboasa - "Dealul Morii" / ansamblu anonim (Categorie: locuire civilă) (Tip: Așezare)                                                 | sat Bărboasa, comuna Oncești                      | Dealul Morii   | Noua                                   |            |                                               | Încărcați imagine | Raportați eroare |
| 23886.02.03 (Cod LMI: BC-I-m-B-00705.01)  | Situl arheologic de la Bărboasa - "Dealul Morii" / ansamblu anonim (Categorie: locuire civilă) (Tip: Așezare)                                                 | sat Bărboasa, comuna Oncești                      | Dealul Morii   | sec. V p. Chr.                         |            |                                               | Încărcați imagine | Raportați eroare |
| 25399.01.01 (Cod LMI: BC-I-s-B-00706)     | Așezarea carpică de la Berbinceni - "Sub Siliște" / ansamblu anonim (Categorie: locuire civilă) (Tip: Așezare)                                                | sat Berbinceni, comuna Secuieni                   | Sub Siliște    | carpică sec. IV - V                    |            |                                               | Încărcați imagine | Raportați eroare |
| 25399.02.01 (Cod LMI: BC-I-s-B-00707)     | Așezarea Cucuteni de la Berbinceni - "Coasta Morii" / ansamblu anonim (Categorie: locuire civilă) (Tip: Așezare)                                              | sat Berbinceni, comuna Secuieni                   | Coasta Morii   | Cucuteni                               |            |                                               | Încărcați imagine | Raportați eroare |
| 21258.01.01 (Cod LMI: BC-I-s-B-00708)     | Așezarea medievală timpurie de la Berești - Bistrița / ansamblu anonim (Categorie: locuire civilă) (Tip: Așezare)                                             | sat Berești-Bistrița, comuna Berești-Bistrița     | Siliște        | sec. VIII - IX                         |            |                                               | Încărcați imagine | Raportați eroare |
| 22273.01.01 (Cod LMI: BC-I-s-B-00709)     | Așezarea Noua de la Blaga - "Spătărești" / ansamblu anonim (Categorie: locuire civilă) (Tip: Așezare)                                                         | sat Blaga, comuna Dealu Morii                     | Spătărești     | Noua                                   |            |                                               | Încărcați imagine | Raportați eroare |
| 21579.01.01 (Cod LMI: BC-I-s-B-00710)     | Așezarea Foltești de la Bogdănești - "Todoscanu" / ansamblu anonim (Categorie: locuire civilă) (Tip: Așezare)                                                 | sat Bogdănești, comuna Bogdănești                 | Todoscanu      | Foltești II                            |            |                                               | Încărcați imagine | Raportați eroare |
| 23305.01.01 (Cod LMI: BC-I-s-B-00702)     | Așezarea Cucuteni de la Bălăneasa / ansamblu anonim (Categorie: locuire civilă) (Tip: Așezare)                                                                | sat Bălăneasa, comuna Livezi                      |                | Cucuteni                               |            |                                               | Încărcați imagine | Raportați eroare |
| 23733.01                                  | Situl arheologic de la Ariușd de la Bălțata- La moviliță / ansamblu anonim (Categorie: locuire civilă) (Tip: Așezare)                                         | sat Bălțata, comuna Sărata                        | La Moviliță    | Cucuteni - Ariușd                      |            |                                               | Încărcați imagine | Raportați eroare |
| 23733.01.02                               | Situl arheologic de la Ariușd de la Bălțata- La moviliță / ansamblu anonim (Categorie: locuire civilă) (Tip: Așezare)                                         | sat Bălțata, comuna Sărata                        | La Moviliță    | dacică sec. Ia. Ch-I p.Ch              |            |                                               | Încărcați imagine | Raportați eroare |
| 20304.02.01 (Cod LMI: BC-II-m-A-00757.02) | Ansamblul curții domnești de la Bacău / ansamblu anonim (Categorie: locuire civilă) (Tip: curte domnească)                                                    | municipiul Bacău                                  | str. 9 Mai 48  | sec. XV - XVI                          |            |                                               | Încărcați imagine | Raportați eroare |
| 20304.02.01 (Cod LMI: BC-II-m-A-00757.02) | Ansamblul curții domnești de la Bacău / complex anonim (Categorie: locuire civilă) (Tip: casă domnească)                                                      | municipiul Bacău                                  | str. 9 Mai 48  | sec. XV-XVI                            |            |                                               | Încărcați imagine | Raportați eroare |
| 20304.02.01 (Cod LMI: BC-II-m-A-00757.02) | Ansamblul curții domnești de la Bacău / complex anonim (Categorie: locuire civilă) (Tip: turn)                                                                | municipiul Bacău                                  | str. 9 Mai 48  | sec. XV-XVI                            |            |                                               | Încărcați imagine | Raportați eroare |
| 20304.02.02 (Cod LMI: BC-II-m-A-00757.01) | Ansamblul curții domnești de la Bacău / ansamblu Biserica "Precista", "Adormirea Maicii Domnului" (Categorie: locuire civilă) (Tip: Biserică)                 | municipiul Bacău                                  | str. 9 Mai 48  | 1491, rest. 1943                       |            |                                               | Încărcați imagine | Raportați eroare |
| 20304.02.03 (Cod LMI: BC-II-m-A-00757.03) | Ansamblul curții domnești de la Bacău / ansamblu anonim (Categorie: locuire civilă) (Tip: Turn)                                                               | municipiul Bacău                                  | str. 9 Mai 48  | sec. XV-XVI                            |            |                                               | Încărcați imagine | Raportați eroare |
| 20581.01.01 (Cod LMI: BC-II-m-A-00797)    | Biserica "Adormirea Maicii Domnului" de la Borzești / ansamblu Biserica "Adormirea Maicii Domnului" (Categorie: structură de cult/religioasă) (Tip: Biserică) | localitate componentă Borzești, municipiul Onești |                | 1493 - 1494                            |            |                                               | Încărcați imagine | Raportați eroare |
| 21524.01.01                               | Așezarea paleolitică de la Buda - Dealul Viilor / ansamblu anonim (Categorie: locuire) (Tip: așezare)                                                         | sat Buda, comuna Blăgești                         | Dealul Viilor  | Gravetian 25.000-15.000                |            | 46°40′07″N 26°41′31″E / 46.66861°N 26.69206°E | Încărcați imagine | Raportați eroare |